# Zarhopaloides cinctithorax
Zarhopaloides cinctithorax är en stekelart som först beskrevs av Girault 1939.  Zarhopaloides cinctithorax ingår i släktet Zarhopaloides och familjen sköldlussteklar. Inga underarter finns listade i Catalogue of Life.